# Armando Corrêa (político)
Armando Corrêa da Silva, ou simplesmente Armando Corrêa, (nascido em 1931) foi um pastor evangélico, empresário e político brasileiro, mais conhecido por conceder sua candidatura a presidência para o apresentador Silvio Santos durante as eleições presidenciais de 1989.

## Vida pessoal
Armando Corrêa acumulou diversas profissões e empreendimentos durante sua vida, principalmente a pregação religiosa e a abertura de empresas. Durante a década de 1970, tentou criar suas próprias organizações religiosas, como a Congregação da Convergência Teológica Universal em São Paulo, que oferecia cursos religiosos. Além disso, se apresentava como pastor da Assembleia de Deus em suas campanhas, o que era negado pela instituição. Também se destacava suas diversas propriedades e empreendimentos, tendo o Jornal do Brasil apurado 43 fazendas de sua posse em Roraima.

## Vida política
Com a eclosão de diversos novos partidos após o fim da ditadura militar, foi o fundador do Partido Municipalista Brasileiro (PMB), tendo o 26 como seu número eleitoral. Sua ideologia se definia "nem de esquerda, nem de direita e nem de centro", mas marcada pelo nacionalismo e pelos valores cristãos, tendo as igrejas evangélicas como sua principal base. Lançou a si mesmo para a Prefeitura de São Paulo em 1985. Se colocando como candidato dos "explorados", obteve inexpressiva votação. Em 1986, seu partido expandiu, atraindo candidatos expressivos como Alencar Furtado, oriundo do PMDB paranaense. Após negociação com Miguel Arraes, atraiu Antônio Farias para a sigla, eleito senador por Pernambuco na chapa de Arraes. Em 1988, repetiu sua candidatura à Prefeitura de São Paulo, também com resultado inexpressivo. Porém, a adesão de políticos garantiu maior força pelo Brasil, possibilitando a eleição de diversos prefeitos.

### Candidatura a Presidente
Chegou a ser pré-candidato à Presidência da República nas eleições de 1989 pelo PMB, tendo o deputado paraense e presidente do diretório estadual Agostinho Linhares como seu candidato a vice. A candidatura, porém, enfrentou dissidências, inclusive no próprio Pará, onde uma fração estaria a apoiar Fernando Collor para a presidência.

### Apoio a Silvio Santos
Entretanto, duas semanas antes da disputa, Armando retirou sua candidatura em favor de Silvio Santos, que buscava um partido para alavancar sua carreira política. O apresentador e empresário passou a substituir Armando na disputa pelo mesmo partido, aparecendo em propagandas de televisão pedindo para que os interessados em votar em Silvio Santos marcassem "26-Corrêa" na cédula eleitoral, que já estava impressa para as eleições.
A situação criou embaraço para o então candidato a vice de Armando, Agostinho Linhares, que exigia compensação de 600 mil cruzados novos por ser substituído pelo escolhido de Silvio, o senador Marcondes Gadelha. A quantia seria o valor gasto pela campanha que foi doado pelo irmão de Agostinho, João Alberto, então vice-governador do Maranhão. Linhares aceitou um acordo com Silvio Santos, onde o apresentador o apoiaria nas eleições seguintes no Pará caso fosse eleito presidente.  Porém, irritado com a crise causada pela troca, Armando anunciou a destituição da presidência do diretório do ex-companheiro de chapa.
Enquanto com reuniões frequentes para a costura de apoios e futuros cargos, adversários se mobilizavam contra a candidatura de Silvio Santos. O TSE informou que foram realizados 18 pedidos de impugnação após o anúncio da candidatura do apresentador na época. Por sete votos a zero, o tribunal entendeu que "Silvio Santos era inelegível por ser, de fato, dirigente de uma rede televisiva de alcance nacional, conquanto não constasse formalmente como seu diretor, e por ser a empresa concessionária de serviço público". O TSE também identificou irregularidades no registro provisório do PMB por conta de falta de diretórios pelos país, o que também impedia qualquer candidatura pela legenda, e determinou o fim do PMB.

### Após a Cassação
Após a cassação da candidatura de Silvio Santos, Armando Corrêa solicitou a seus simpatizantes um "voto de vingança". Segundo ele, esses votos seriam ou marcar o número 26 (que seria anulado), ou o voto em Lula, que segundo ele seria o "melhor de todos", sendo o candidato com os ideais mais próximos do PMB. A extinção do partido causou furor nos financiadores de campanha, que tinham a impressão de que o partido mantinha sua situação eleitoral em ordem. Ao final do 1º turno, obteve somente 4.363 votos.
Depois das eleições, não teve mais destaque sobre sua vida política ou pessoal, tentando somente registrar uma nova agremiação, o Partido Municipalista Social Democrático (PMSD), que concorreu apenas em 1992 e teve seu registro definitivo negado.